# Vägmärken
Vägmärken eller trafikmärken (trafikskyltar) används vid vägar för information om trafikförhållanden.

## Allmänt
Vägmärken regleras internationellt av FN:s Konvention om vägmärken och signaler. Den nuvarande versionen gäller från 1968 med tillägg fram till 1995, för de länder som undertecknat konventionen, vilket de flesta länder i Europa har gjort. Detta betyder att vägmärkena i huvudsak är likadana i europeiska länder, vilket underlättar den internationella trafiken.
För att underlätta internationell trafik används i konventionen i första hand symboler i stället för text och symbolerna följer en enhetlig standard.
Konventionen tillåter att bakgrundsfärgen för varnings- och förbudsmärken kan vara vit eller gul. Vit är vanligast och används till exempel i Tyskland, Norge, Danmark och Tjeckien. Gul används exempelvis i Sverige, Serbien, Finland, Montenegro och Nordmakedonien. I Polen och Grekland har man valt att ha gul bakgrund på varningsmärken och vit bakgrund på förbudsmärken. Vit anses vara tydligare eftersom symbolerna är svarta och därmed syns bättre mot den vita bakgrunden. Gult anses dock ha fördelen att synas bättre under vintern mot snön. Dock kan gult synas sämre under hösten på grund av att höstlöv kan vara både gula och röda. 
Gul bakgrund används också i andra länder (förutom de ovan nämnda) när man vill påkalla extra uppmärksamhet, till exempel vid vägarbeten. Spanien använder till exempel detta förfarande med gul bakgrund vid vägarbete (obras).
För lokaliseringsmärken för vägvisning kan färgerna variera. För märken som avser motorvägar är de blå eller gröna med vit text.
Det är inte obligatoriskt att använda alla vägmärken som finns i konventionen. Om det uppstår behov av något vägmärke som inte finns i konventionen kan en medlemsstat själv införa det. Konventionen kan ändras genom tillägg, till exempel genom att införa nya vägmärken. Varje medlemsstat kan föreslå sådana tillägg, som träder i kraft om färre än en tredjedel av medlemsstaterna är emot förslaget.
På senare år har även EU blivit inblandat i detta arbete och har också föreslagit vissa ytterligare standardiseringar. Det handlar framför allt om när det finns planer på att införa ett nytt vägmärke utanför konventionen och att då påverka EU:s medlemsstater, att välja en standard för detta vägmärke. Ett exempel på ett sådant vägmärke, som är framtaget genom EU, är märket för avfartsnummer. En del av EU:s medlemsstater, däribland Sverige, Frankrike, Tjeckien och Spanien har infört EU:s variant på skyltar för avfartsnummer. Schweiz och Norge har också infört EU:s variant på skyltar för avfartsnummer, trots att dessa länder står utanför EU. Dessa länder brukar dock via EES och Schweiz-EU-avtalen följa EU:s regelverk inom många områden.

### Utanför Europa
Konventionen används mer eller mindre utanför Europa, oftast mindre. Man har utanför Europa ofta mycket mindre mängd gränsöverskridande trafik, och har för övrigt ofta viss praxis i olika världsdelar, så att det inte blir så stora skillnader över gränsen. Resenärer med flyg och hyrbilar får det dock svårare.
USA följer en egen standard och har vägmärken som bara i viss mån liknar FN:s konvention. Länderna i Nord- och Sydamerika har också egna standarder som liknar den i USA. Flera vägmärken i bland annat USA och Kanada är därför svårbegripliga för trafikanter som är vana vid europeisk standard. Många länder utanför Europa som varit kolonier har likheter med Europa, men har ändå oftast utvecklat en egen standard. I Afrika följs den europeiska standarden i ganska hög grad. I Asien är det stora variationer. Länder i Mellanöstern har ofta vägmärken med mycket stora likheter med de europeiska, medan länder längre ut i Asien har mer egen standard. Australien har en standard som liknar USA:s men landet följer dock konventionen bättre än USA (till exempel rätt hastighetsbegränsningsmärken).
Nord- och Sydamerika inklusive USA, Australien och många andra länder utanför Europa har varianten med fyrkantiga varningsskyltar som står på ett hörn, "ruter", och symbolerna avviker ofta. Även Irland har, som enda land i Europa, sådana skyltar. I övriga Europa använder man varningsskyltar som har form av en triangel. Stoppskylten är likadan i USA och Europa men det beror på den skapats i USA och via FN-konventionen införts i Europa.

## Kategorier
Vägmärken delas ofta in i olika kategorier för att lättare kunna hålla isär de olika typerna av vägmärken, vilket underlättar för trafikanterna. Varje kategori följer ett visst mönster och har samma färger. Ofta delas de upp på följande sätt:
- Varningsmärken
- Förbudsmärken
- Påbudsmärken
- Anvisningsmärken
- Lokaliseringsmärken
- Tilläggstavlor
- Väjningspliktsmärken
- Övriga vägmärken
- Svenska tilläggstavlor

### Varningsmärken
Varningsmärken är i Europa trekantiga med en bred röd kant och vit eller gul bakgrund. Mitt i märket sitter oftast en svart symbol som visar vad varningen handlar om.
Enligt konventionen kan de också vara fyrkantiga, vriden ett åttondels varv, så de står på ett hörn, med tunn eller ingen kant. Sådana varningsmärken används i många länder utanför Europa, och även i republiken Irland. I övriga Europa används alltid de trekantiga märkena.
Symbolerna är fastlagda i konventionen, med undantag av varningsmärken för djur, som ska avbilda den djurart som det i första hand varnas för på platsen, vilket det än är. I Sverige är varningsmärket för älg mycket vanligt.

### Förbudsmärken
Förbudsmärken är runda med en bred röd kant och vit eller gul bakgrund. Mitt i märket sitter en symbol som visar vad förbudet gäller. Undantag är förbud mot att stanna eller parkera som ska ha blå bakgrund.
Många av dem har ett rött streck snett tvärs över märket som dock inte är ett krav i konventionen.
En speciell typ är de som markerar slut på förbud, som ska ha vit eller gul bakgrund och mörka snedstreck.
Det finns också zonmärken, som har ett förbudsmärke mitt i ett större fyrkantigt märke. De betyder att ett särskilt förbud, till exempel parkeringsförbud, gäller i ett större område. Sådan används ofta exempelvis vid datumparkering. Enligt konventionen ska sådana skyltar ha texten "ZONE" eller översättning ("ZON" på svenska) överst, vilket de inte har i bland annat Sverige.

### Påbudsmärken
Påbudsmärken är i Europa runda med en tunn vit kant och blå bakgrund. Mitt i märket sitter alltid en symbol som visar vad påbudet handlar om. Ofta är det en pil, som visar vilken väg man ska köra.
På Irland är de traditionellt vita med röd rand och svart symbol, utan snedstreck. Alla förbudsmärken (utom fartgräns) har snedstreck. Denna variant tillåts av konventionen, men anses inte så lyckad eftersom många andra länder har förbudsskyltar utan snedstreck. Irland har börjat övergå till de internationella blå.
Utanför Europa används oftast inte påbudsmärken. Undantaget är motsvarigheter till skylten som visas på bilden "håll till höger (eller vänster)". Den har dock mycket olika utseende och ser oftast inte ut som de gör i Europa. USA har en fyrkantig, med en lätt krokig pil framåt och Australien har en "ruter"-formad varningsskylt med pilen mot marken till vänster.

### Anvisningsmärken
Anvisningsmärken talar om vad som gäller för en viss plats, väg eller vägsträcka. Där anvisningsmärken finns uppsatta gäller oftast särskilda trafikregler som du måste följa. Exempel på anvisningsmärken är motorväg, parkering, gågata.
Till exempel finns skylten "tättbebyggt område" som i de flesta länder i Europa betyder hastighetsgräns 50 km/h om ingen hastighetsbegränsning finns. I en del länder finns varianten med bara ortnamn (tillåtet enligt konventionen) som betyder samma sak. I Tyskland betyder ortnamnskylt med gul bakgrund 50 km/h, medan ortnamnskylt med grön bakgrund inte påverkar hastigheten. I Sverige är ortnamnskylt inget anvisningsmärke. Identisk skylt men med rött snedstreck anger återgång till normalgränsen, i Sverige 70 km/h.
I Storbritannien, som har många dolda kameror, finns skylten med en gammaldags kamera. I Spanien finns en liknande skylt som betyder vacker utsikt eller liknande.
Utanför Europa är anvisningsmärken ofta av mycket olika form. I till exempel USA är de ofta av samma form som varningsmärken det vill säga "ruter"-formade, men med en text. Särskilt de för filbyten är sådana, men sådan text står också i lokaliseringsskylten. Parkeringsskyltar är rena textskyltar.

### Lokaliseringsmärken
Lokaliseringsmärken visar vilken väg man bör köra för att komma dit man vill.
Färgerna varierar ganska mycket mellan olika länder. I konventionen står det bara ungefär "ljus text på mörk bakgrund eller mörk text på ljus bakgrund och undvik rött". Vanligen är de vita eller gula med svart text eller blå eller gröna med vit text. På motorvägar ska de dock vara blå eller gröna med vit text, och inte likadana som på övriga vägar. 
Bakgrundsfärgen brukar variera beroende vägens formella status. Färgen är i Sverige gul för enskild väg, grön för motorväg eller motortrafikled, vit för mål inom tätorten, och blå i övriga fall. Det finns särskilda bruna märken för turistmål, samt mörkblå för cykelvägar. Tillfälliga skyltar i samband med vägarbeten är orangea med svart text. Vägnummermärkena är gröna för europavägar och blå i övrigt.
Enligt konventionen ska länder med icke-latinska bokstäver skriva ortnamn och liknade på både sitt skrivsätt och med latinska bokstäver, vilket inte följs i alla dessa länder, till exempel inte i Ryssland.
Det finns en särskild serie lokaliseringsmärken för serviceställen som post, restaurang, bensin med mera.
I Sverige skall lokaliseringsmärken sättas upp enligt vägvisningsplaner utfärdade av väghållaren, på allmän väg vanligen Trafikverket eller aktuell kommun.

### Väjningspliktsmärken
Väjningspliktsmärken är en typ av vägmärken som upplyser om villkoren för s.k. väjningsplikt och stopplikt. Dessa märken talar också (i vissa länder, men inte i Sverige) om för trafikanterna vilka som har förkörsrätt.
Förutom "Lämna företräde" och "Stopp" finns också "Huvudled" och "Lämna företräde till mötande" i denna grupp i konventionen.

### Tilläggstavlor
Tilläggstavlor fungerar som komplement till vägmärken av ovanstående typer där tillägg måste göras. Tilläggstavlorna har oftast samma färg som det vägmärke som det ska komplettera. Ett undantag är pilskyltar som kompletterar märket för parkering.

## Historik

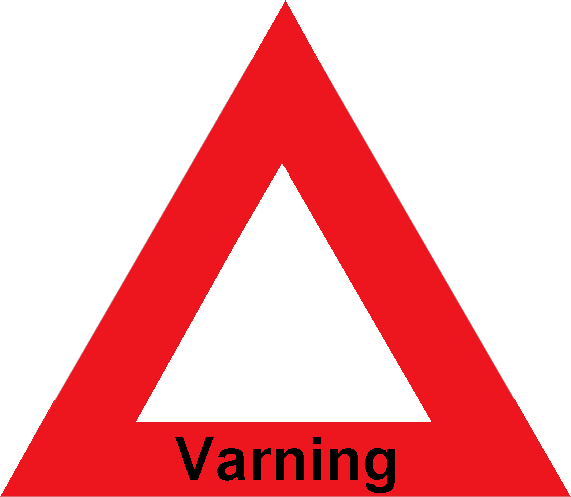
Vägmärke av den typ som användes 1916-1931

Någon form av vägmärken har funnits i minst ett par tusen år. Föregångarna till dagens vägmärken var olika former av märkningar längs olika vägar, framförallt för dem som tog sig fram med häst. Träd kunde till exempel märkas för att folk skulle hitta lättare och ibland sattes stenar upp för att markera var vägen gick. På 1600- och 1700-talen infördes ett system med milstolpar.
I början av 1900-talet blev bilar allt vanligare och behovet av vägvisning längs vägarna blev allt större. Samtidigt var de vägvisningar som då existerade inte av enhetlig standard och de upplevdes som ålderdomliga då dessa bestod av milstenar och ett antal enklare skyltar vid gästgiverier. Under 1910-talet hade det i Paris beslutats om en enhetlig typ av vägmärken som bestod av runda tavlor.[källa behövs] 1931 fastställdes en enhetlig standard som gällde för hela Europa. Sedan dess har vägmärkena förändrats flera gånger och nya vägmärken har tillkommit.
FN:s Konvention om vägmärken och signaler beslutades 1949 och en nyare version 1968. Den baseras på standarden i Europa men har gjort tillägg för utomeuropeisk standard, bland annat med ruter-formade varningsmärken.

## Udda vägmärken
En del mycket ovanliga vägmärken finns också. Ofta varnar de för djur. Enligt konventionen kan de avbilda aktuell djurart, vad det än är. I vägverkets officiella broschyr finns bara älg, enligt lagtexten: ”älg, hjortdjur och tamdjur (läs ko, och inga andra)”. Övriga varningsmärken är oftast inofficiella, det vill säga uppsatta av annan än kommunal eller statlig myndighet.
Ett exempel på ovanliga vägmärken är varningsmärken med en groda och ett annat exempel är varningsmärke med ankor. I Skanör med Falsterbo finns en skylt som markerar övergångsställe för gäss.
Till exempel i Marocko och Tunisien finns varningsmärken för kameler och i Gibraltar finns varningsmärken för apor. I Australien finns varning för känguruer och vombater och på Nya Zeeland för kivifåglar. Se även Varningsmärken för djur.

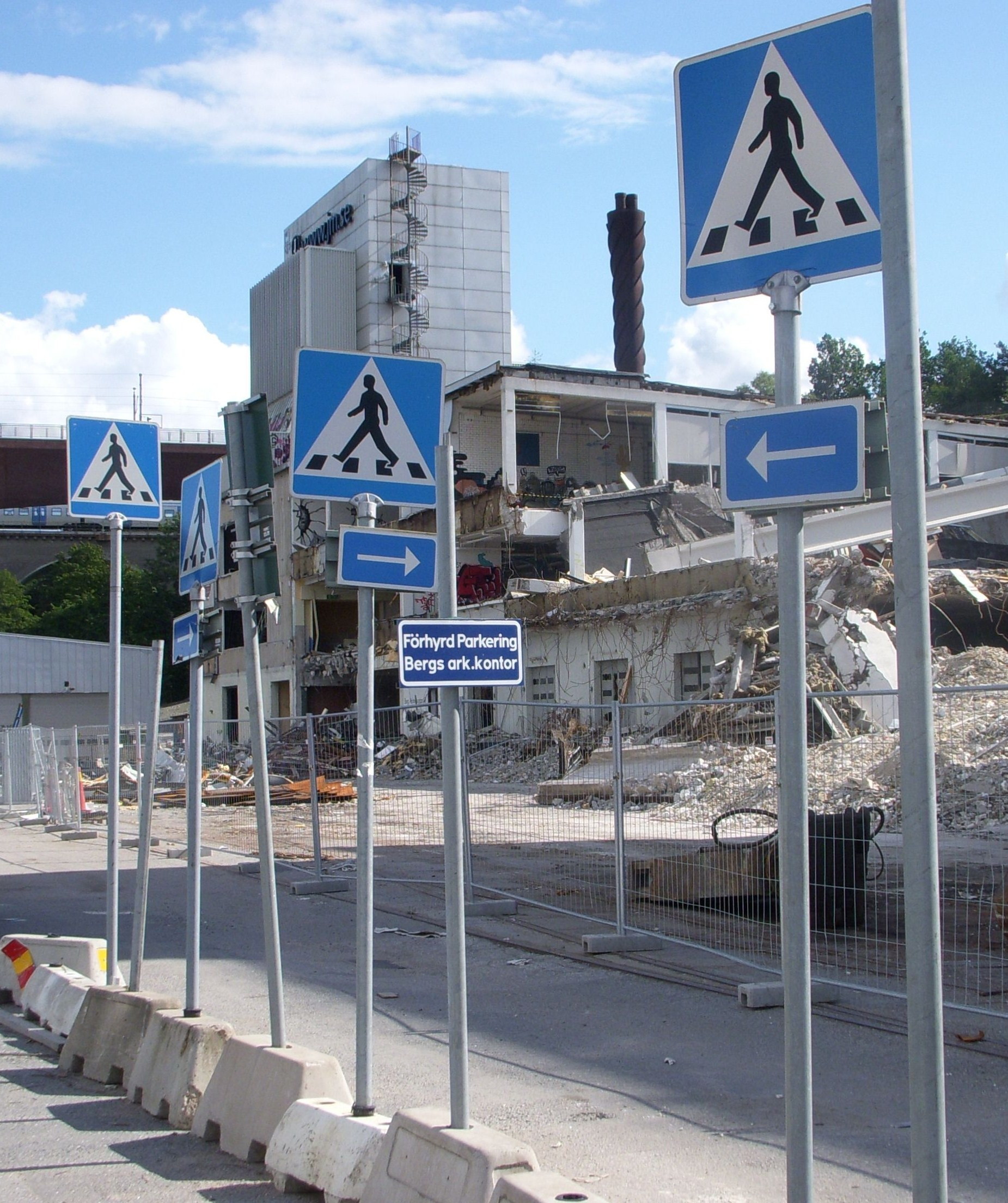
"Här går man" på Liljeholmskajen i Stockholm.
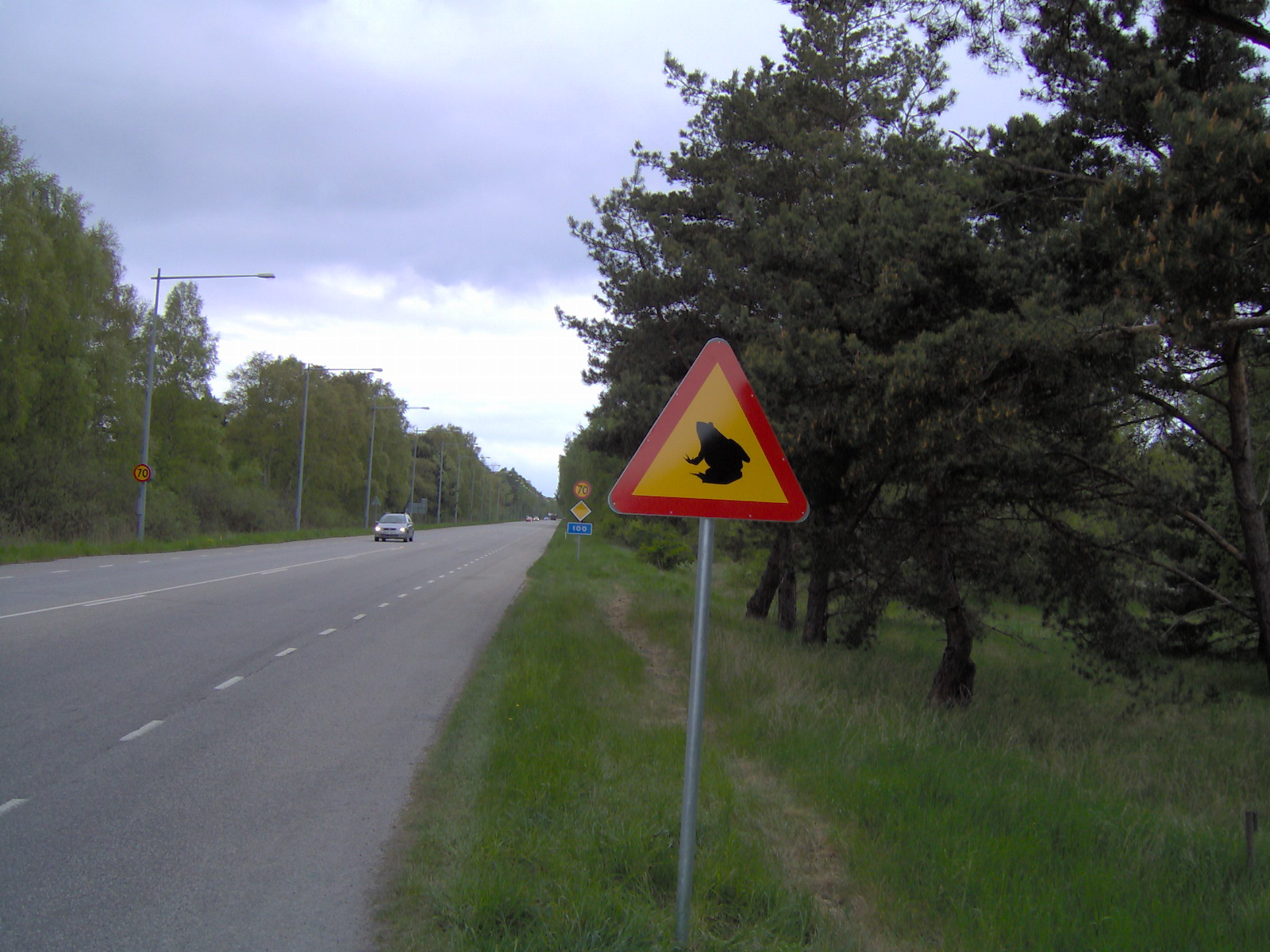
Varningsmärke med groda på länsväg 100 mot Skanör.
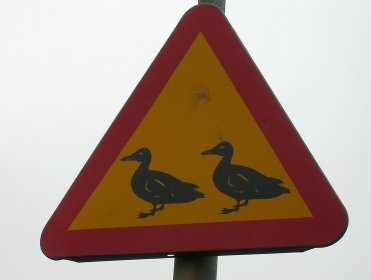
Varningsmärke med ankor på Järlaleden i Nacka.
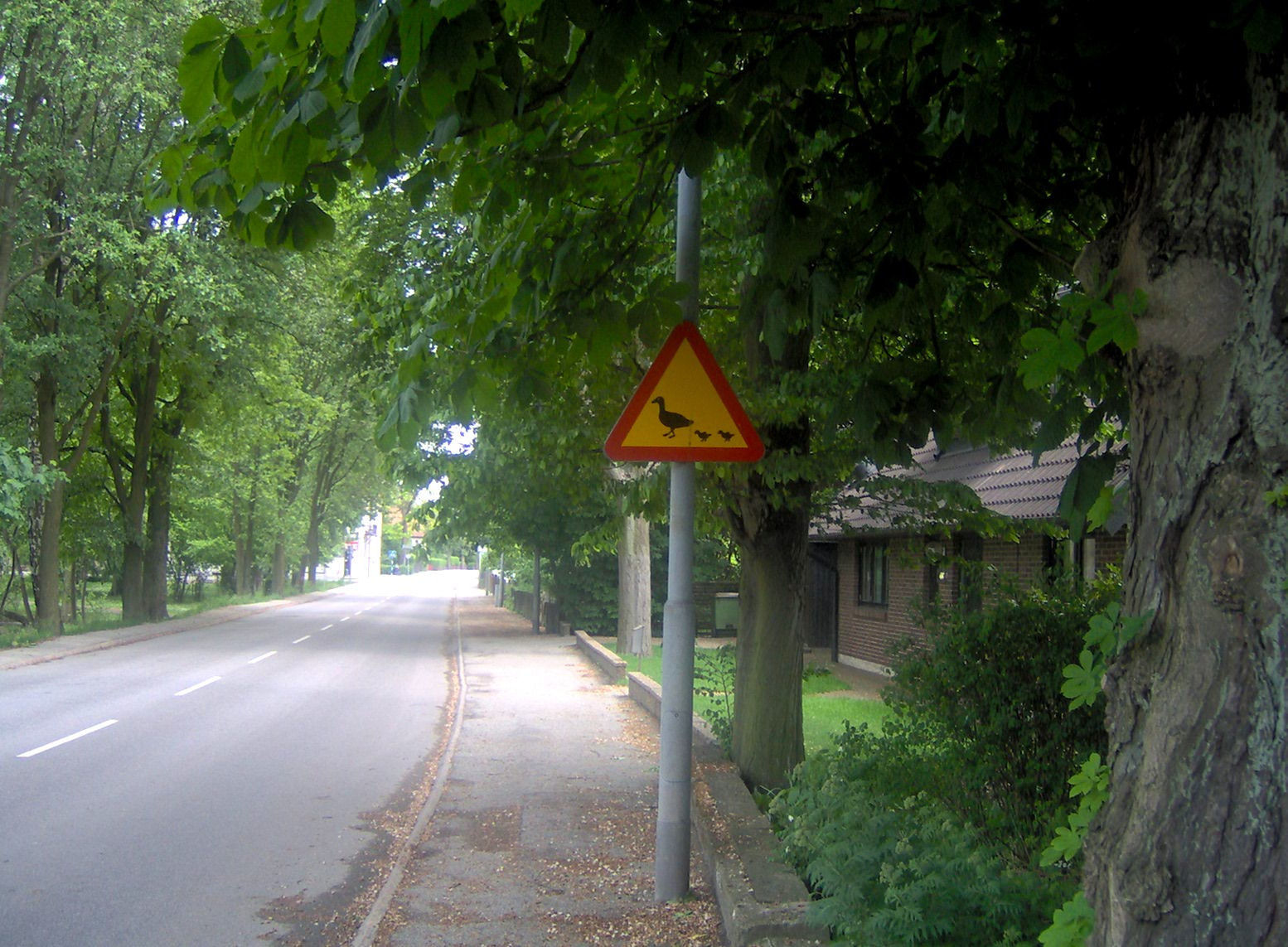
En annan variant på varningsmärke med ankor, denna gång i Åkarp.
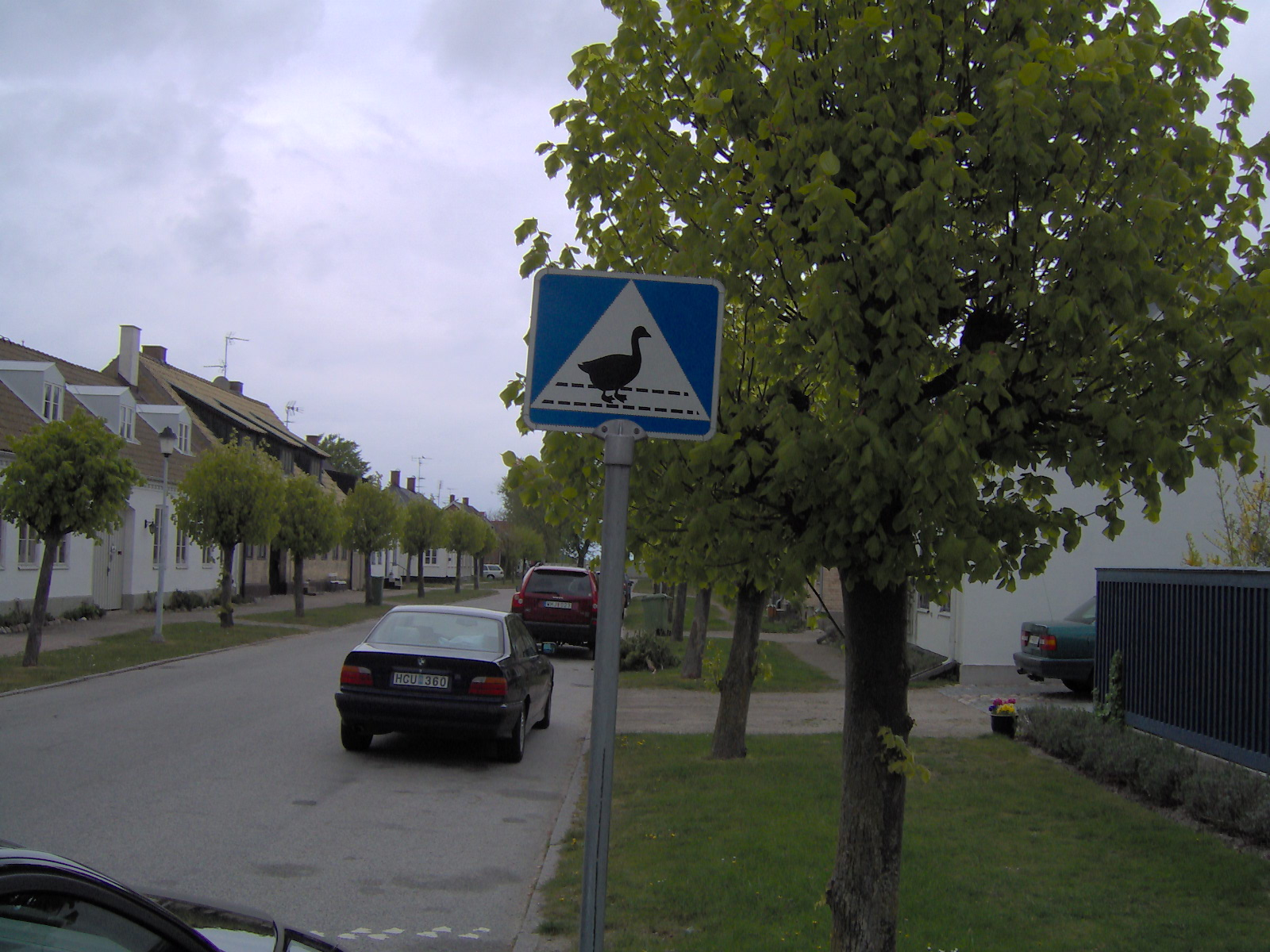
Övergångsställe för gäss.
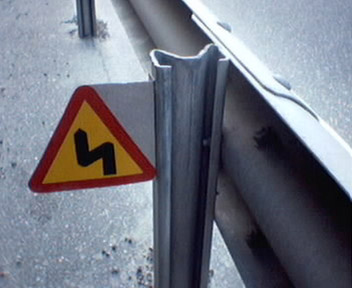
En miniatyrskylt vid "Aspviksbacken" i Upplands-Bro kommun.
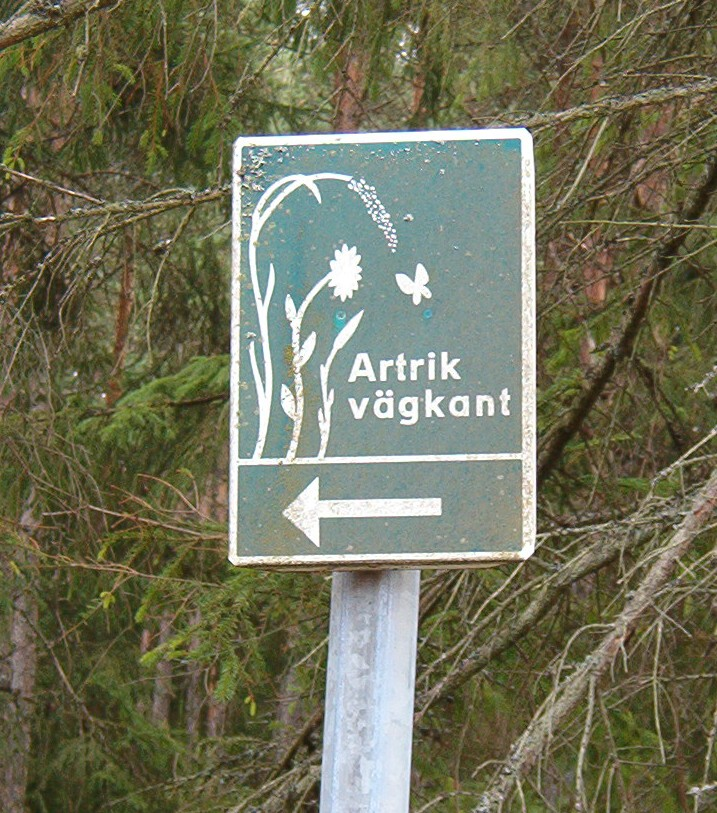
En skylt som visar att vägkanten är artrik i växtlighet i Västergötland.
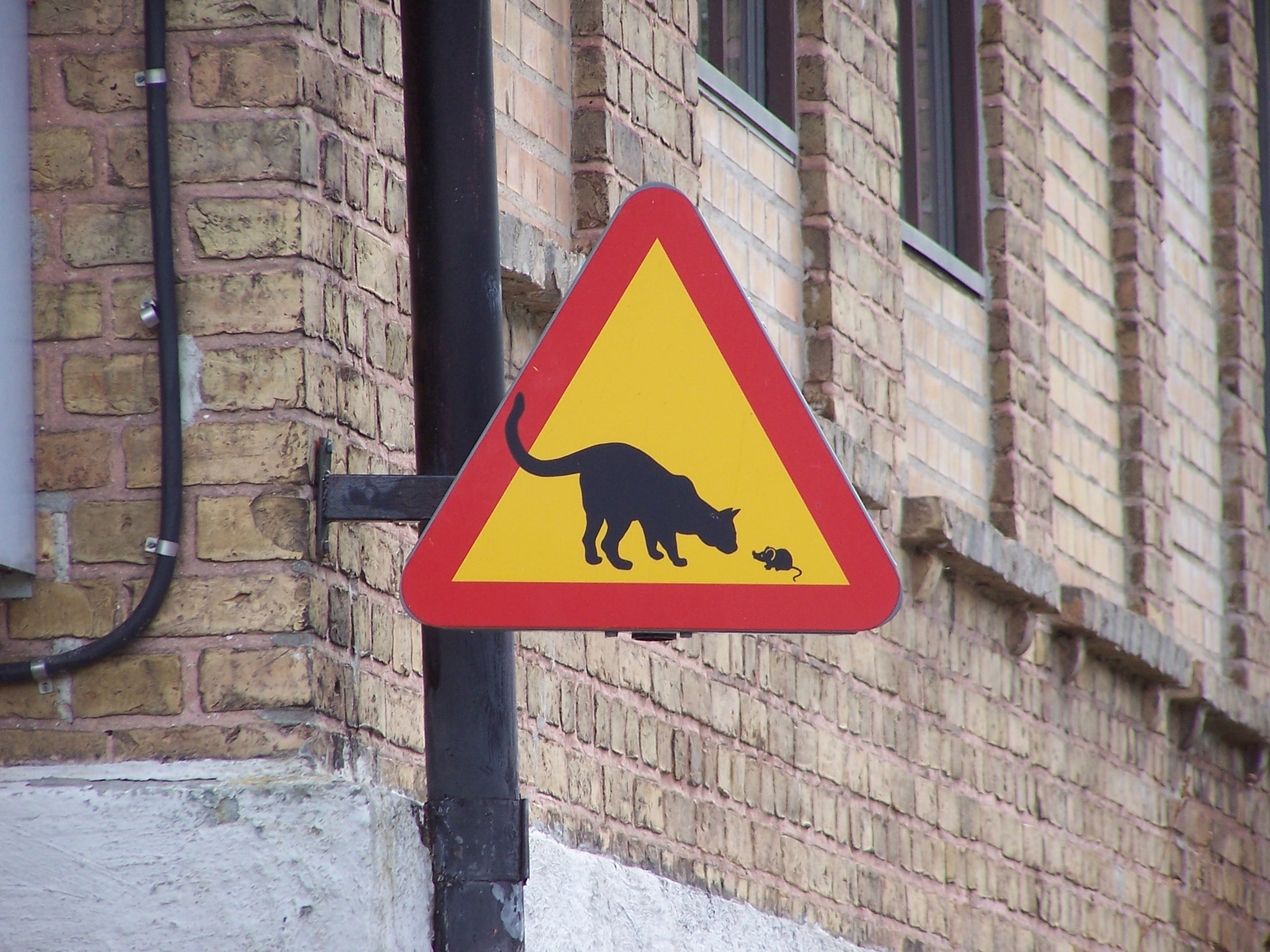
Varningsmärke med katt (och mus), fotad på landsbygden utanför Malmö vid Almåsa fritidsby
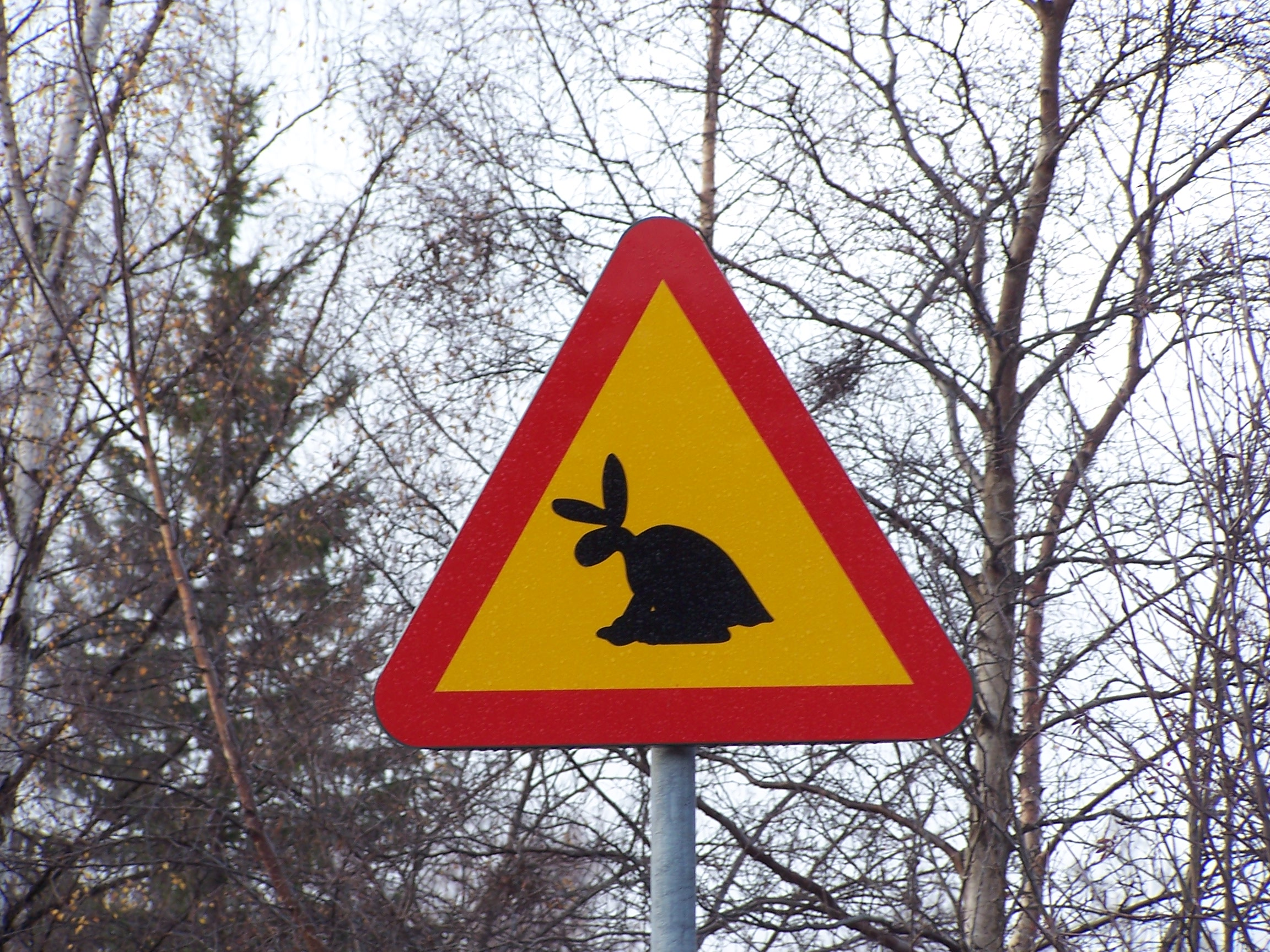
Varningsmärke med en skvader på vägen upp till Norra Berget i Sundsvall.
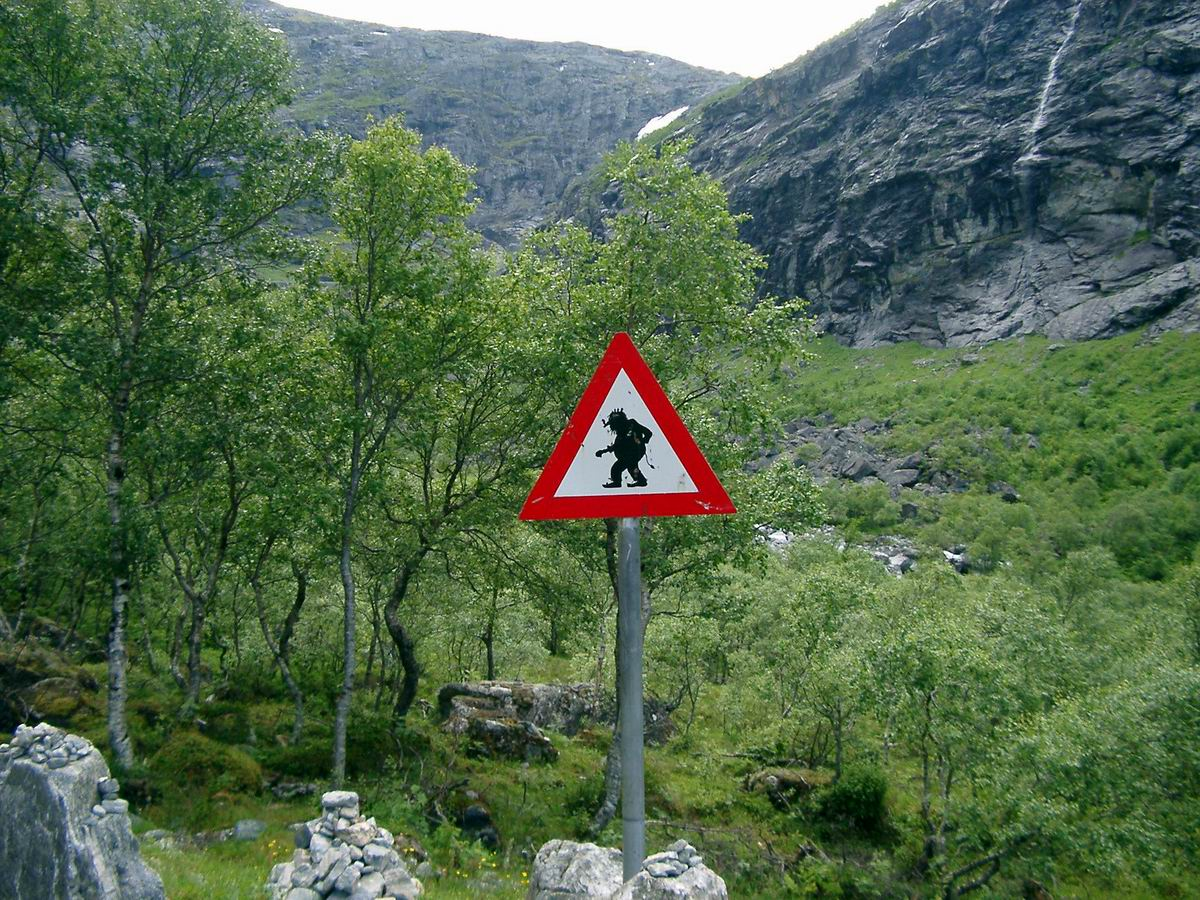
Varning för troll, Norge
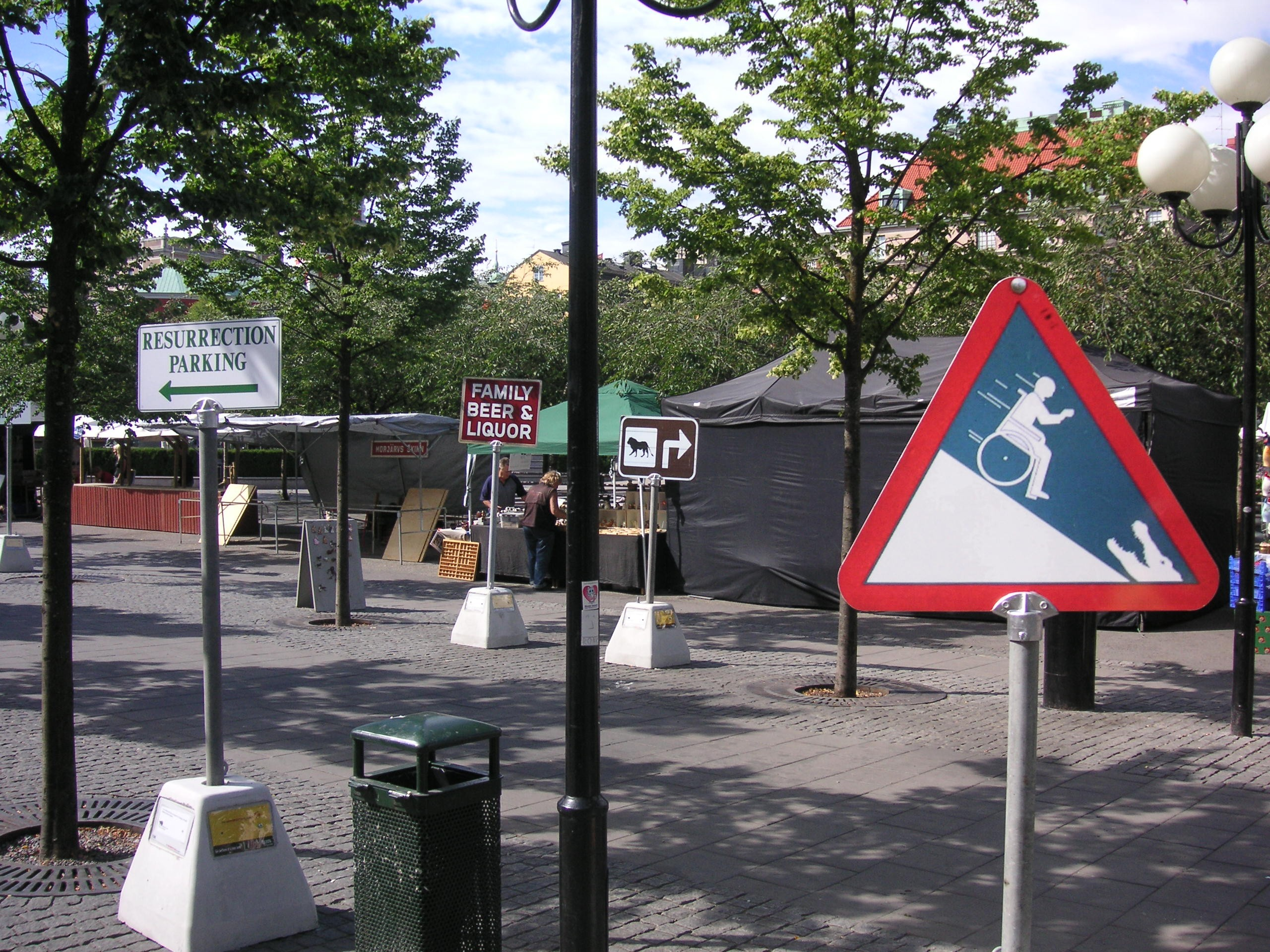
Internationella vägskyltar i Kungsträdgården
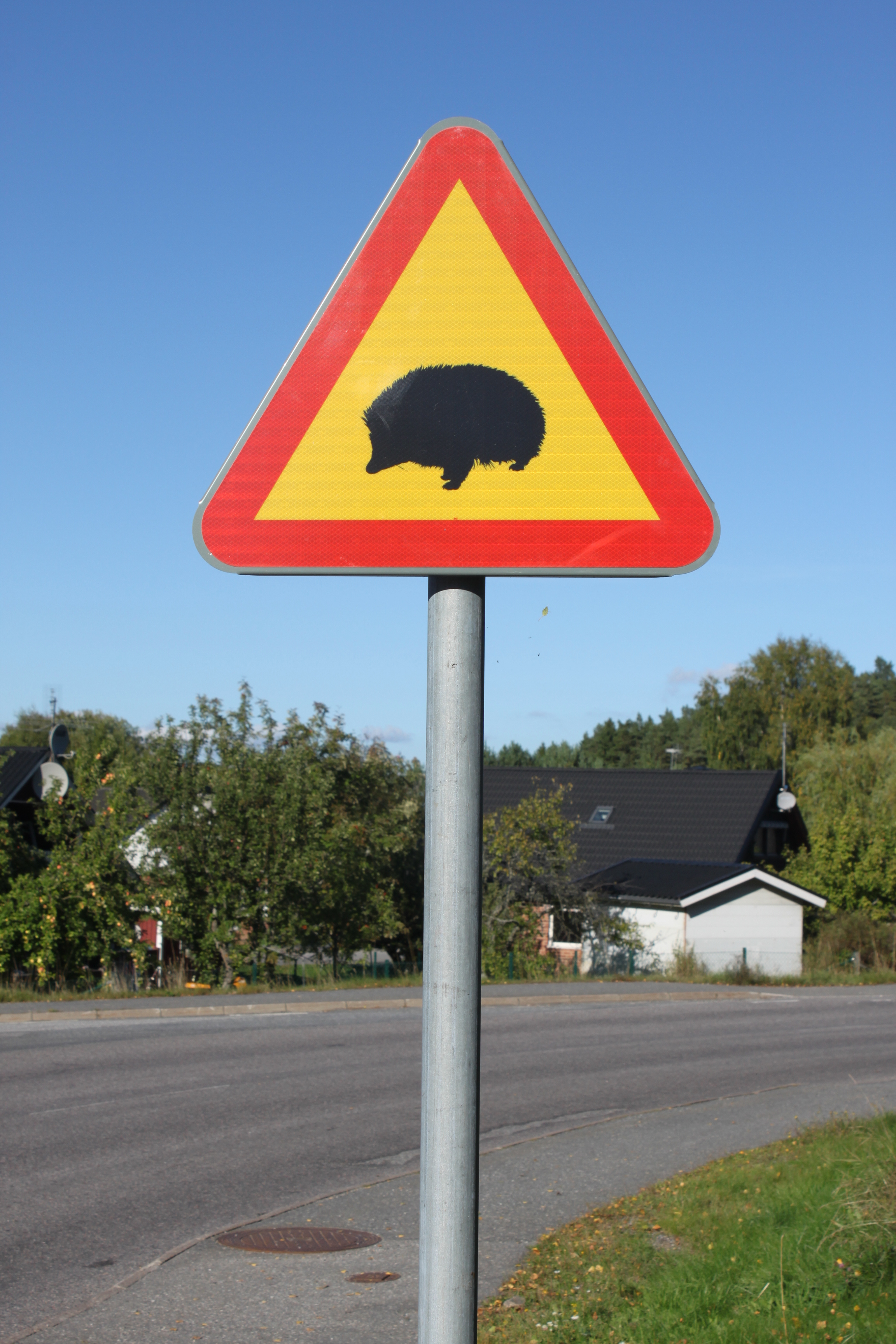
Varning för igelkott i Hölö